# Водички (Шепетівський район)
Во́дички — село в Україні, у Білогірській селищній громаді Шепетівського району Хмельницької області. Розташоване на річці Горинь.

## Населення
Населення села за переписом 2001 року становило 146 осіб, в 2011 році — 51 особа.

### Мова
Розподіл населення за рідною мовою за даними перепису 2001 року:
| Мова       | Кількість | Відсоток |
| ---------- | --------- | -------- |
| українська | 145       | 99.32%   |
| російська  | 1         | 0.68%    |
| Усього     | 146       | 100%     |

## Історія
У 1906 році село Семенівської волості Острозького повіту Волинської губернії. Відстань від повітового міста 50 верст, від волості 7. Дворів 61, мешканців 430.
7 (20) листопада 1917 року, відповідно до Третього Універсалу Української Центральної Ради, увійшло до складу Української Народної Республіки.
12 червня 2020 року, відповідно до розпорядження Кабінету Міністрів України № 727-р «Про визначення адміністративних центрів та затвердження територій територіальних громад Хмельницької області», увійшло до складу Білогірської селищної громади.
19 липня 2020 року, в результаті адміністративно-територіальної реформи та ліквідації Білогірського району, село увійшло до складу новоутвореного Шепетівського району.
Горинь, виходячи із берегів, затоплював місцевість водою. Після того, як повінь сходила, у долинах залишалось багато води.